# Besart Ibraimi
Besart Ibraimi, maced. Бесарт Ибраими (ur. 17 grudnia 1986 w Kiczewie) – macedoński piłkarz występujący na pozycji napastnika, reprezentant Macedonii.

## Kariera klubowa
Ibraimi jest wychowankiem macedońskiego klubu Napredok, gdzie trenował jako junior w latach 1993–2005. W 2005 roku odszedł do ekipy Vlazrimi z Prwej ligi. Spędził tam 2 lata. W 2007 roku ponownie został graczem Napredoka. W 2008 roku zajął 3. miejsce w klasyfikacji strzelców Prwej ligi. Tym razem barwy Napredoka reprezentował przez 1,5 roku. W sumie rozegrał tam 43 spotkania i zdobył 14 bramek.
W 2008 roku Ibraimi przeniósł się do ekipy Renowa, również grającej w Prwej lidze. W 2009 roku zajął z zespołem 3. miejsce w lidze, a w klasyfikacji strzelców uplasował się na 2. pozycji. W styczniu 2010 roku odszedł do niemieckiego FC Schalke 04. W Bundeslidze zadebiutował 6 lutego 2010 roku w zremisowanym 0:0 meczu z ekipą SC Freiburg. W tym samym roku wywalczył z klubem wicemistrzostwo Niemiec. Latem 2010 roku Ibraimi został odesłany do rezerw Schalke. 31 stycznia 2011 roku podpisał kontrakt z ukraińskim PFK Sewastopol. Latem 2011 został wypożyczony do Tawrii Symferopol. Rozegrał 2 mecze i 31 sierpnia powrócił do FK Sewastopol. Na początku lutego 2013 został wypożyczony do Metałurha Zaporoże. W 2014 przeszedł do Ermis Aradipu.

## Kariera reprezentacyjna
W reprezentacji Macedonii Ibraimi zadebiutował 5 września 2009 roku w przegranym 0:2 meczu eliminacji Mistrzostw Świata 2010 ze Szkocją.

## Sukcesy i odznaczenia

### Sukcesy klubowe
- mistrz Macedonii: 2010
- brązowy medalista Mistrzostw Macedonii: 2009
- wicemistrz Niemiec: 2010

### Sukcesy indywidualne
- najlepszy piłkarz roku Macedonii: 2009